# Mitrasacme pygmaea
Mitrasacme pygmaea är en tvåhjärtbladig växtart som beskrevs av Robert Brown. Mitrasacme pygmaea ingår i släktet Mitrasacme och familjen Loganiaceae.

## Underarter
Arten delas in i följande underarter:
- M. p. confertifolia
- M. p. grandiflora
- M. p. parishii